# Gruppo Islamico Armato
Il Gruppo Islamico Armato o GIA (in arabo الجماعة الإسلامية المسلّحة‎?, al-Jamāʿa al-Islāmiyya al-Musallaḥa; in francese Groupe Islamique Armé) è un gruppo terrorista di matrice islamica nato in Algeria nel 1991 dopo che il governo rifiutò di riconoscere il risultato elettorale favorevole agli islamisti (Guerra civile in Algeria).
Il gruppo è riconosciuto come organizzazione terroristica dai governi di Algeria e Francia, ed ha presenze in Francia, Belgio, Regno Unito, Italia e Stati Uniti d'America. Tra le sue azioni il dirottamento del volo Air France 8969, nel quale il GIA annunciò "Noi siamo i soldati della pietà".
La violenza indiscriminata è stata vista come legittima dal gruppo fin dagli inizi, ed è stata condotta una campagna di massacri tra la popolazione algerina. Tra gli episodi più importanti il massacro di Hai Rais il 23 settembre 1997 con più di 500 vittime, quello di Bentalḥa il 29 agosto 1997 con oltre 250 vittime e il massacro di Thalit del 4 aprile 1997, in cui tutti gli abitanti del villaggio furono massacrati . Anche gli stranieri sono stati un bersaglio e oltre 100 di loro, uomini e donne, sono stati uccisi in Algeria dal GIA.

## Genesi
Nel 1992 Mansour Meliani, un militante del Mouvement Islamique Armé (MIA), insieme ad Abdelhak (ʿAbd al-Ḥaqq) Layada nell'ottobre 1992, fonda il gruppo. In esso confluiscono i cosiddetti afghani, militanti islamici reduci dalla guerra dell'Afghanistan ed addestrati nei campi alla frontiera col Pakistan, ed i due gruppi facenti capo a Meliani e Layada. La direzione del gruppo fa capo all'Emiro Abū ʿAbd Aḥmad (o Murād Sī Aḥmad, soprannominato «Jaʿfar al-Afghānī») e Djamel Zitouni (Jamāl Zaytūnī). Nel gruppo, i cui combattenti erano stimati in circa 10.000, come nella sua controparte politica Fronte Islamico di Salvezza coesistevano due anime, quella salafita che progettava una rivoluzione islamica mondiale e quella jazairita (da al-Jazāʾir, l'Algeria, per cui il jazairismo è l'"algerinità" combattente) che mirava alla presa del potere in Algeria.

## Operazioni
Il gruppo detenne dal 1993 anche un giornale in Gran Bretagna, Al-Ansar. La sua "unità della morte" (Kātiba al-Mawt) è ritenuta autrice del massacro dei sette monaci francesi di Tibhirine del 1996 e dell'assassinio dell'allora vescovo di Algeri Pierre Claverie. In effetti su entrambi gli episodi esistono dei dubbi, e l'inchiesta francese in merito poté beneficiare di nuovi documenti dopo che Sarkozy tolse il segreto di Stato sul materiale raccolto dai servizi segreti francesi, dal quale risulterebbe l'ipotesi che i religiosi siano morti a causa del bombardamento da parte di un elicottero militare di sequestratori e sequestrati, e che anche monsignor Claverie fosse "scomodo" per il governo algerino.
Il GIA ha all'attivo diverse azioni sul suolo francese, tra cui il dirottamento del volo AirFrance 8969 del 24 dicembre 1994; in questo caso l'obiettivo del gruppo era la liberazione di due dirigenti del FIS: ʿAbbāsī Madanī e ʿAlī Belhadj. Il Groupe d'intervention de la Gendarmerie nationale intervenne sull'aereo fermo sulla pista dell'aeroporto di Marsiglia-Marignane uccidendo i quattro sequestratori al prezzo di 9 feriti tra i gendarmi, 13 tra i passeggeri e 3 tra l'equipaggio.
Si ritiene responsabile il gruppo anche di diversi attacchi alla metro di Parigi avvenuti tra il 1995 ed il 1996.

## Dubbi
Alcuni, come Nafīz Moṣaddeq Aḥmed, ritengono che il GIA sia stato ampiamente strumentalizzato dal governo algerino per giustificare l'autoritarismo e le restrizioni alla libertà democratica del paese . L'organizzazione sarebbe stata regolarmente infiltrata dal DRS a causa del suo scarso indottrinamento ideologico, a differenza di altri movimenti di matrice islamica.

## Capi del GIA
- 1990: Mansouri Meliani detto "Salem" (nato nel 1944), arrestato, condannato a morte e ucciso
- 1992: Moh Leveilly, ucciso
- 1992: Abdelhak Layada, arrestato (1993) e condannato a morte (liberato nel 2006)
- 1993: Mourad Si Ahmed, ucciso a 29 anni
- 1994: Gousmi Chérif, ucciso
- 1994: Djamel Zitouni, ucciso a 32 anni
- 1996: Antar Zouabri, ucciso a 31 anni
- 2002: Rachid Abou Tourab, ucciso
- 2004: ..., arrestato (novembre 2004)
- 2004: Chaabane Younès, ucciso (dicembre 2004 o gennaio 2005)